# سطور الأغنية (كتاب)
سطورالأغنية (بالإنجليزية: The Songlines)‏ هو كتاب للكاتب البريطاني بروس تشاتوين، نشره عام 1987 عن دار نشر فرانكلين بريس. وكان الكتاب يجمع بين الحقيقة والخيال.

## الموضوع
يصف تشاتوي رحلة إلى أستراليا يقوم بها لغرض البحث عن أغنية للسكان الأصليين وصلاتها بالسفر إلى الحياة البرية.